# Fermentação butírica
Fermentação butírica é a reação química realizada por bactérias anaeróbias através do qual se forma o ácido butírico. Este processo foi descoberto por Louis Pasteur em 1861. 
Produz-se a partir da lactose ou do ácido láctico com a formação do ácido butírico e gás. É característica das bactérias do gênero Clostridium e se caracteriza pelo surgimento de odores pútridos e desagradáveis. 
A fermentação butírica é a conversão dos carboidratos em ácido butírico por ação de bactérias da espécie Clostridium butyricum na ausência de oxigênio.